# Le Dieu bleu

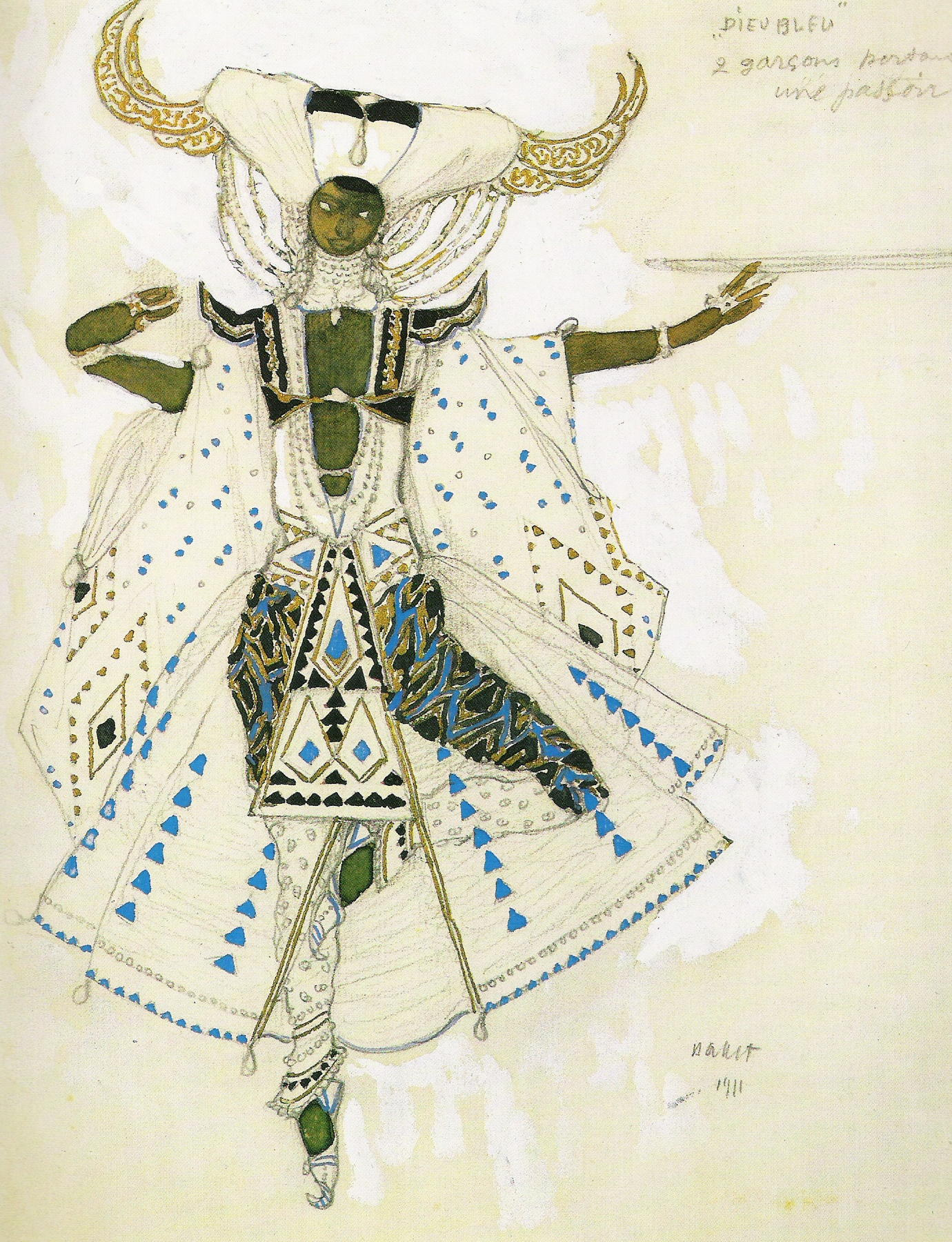
Léon Bakst, costume pour
Le Dieu bleu (1911)

Le Dieu bleu est un ballet en un acte de Michel Fokine, musique de Reynaldo Hahn, livret de Jean Cocteau et Federico de Madrazo y Ochoa, décors et costumes de Léon Bakst.
Créé le 13 mai 1912 par les Ballets russes de Serge de Diaghilev au Théâtre du Châtelet de Paris, il a pour interprètes principaux Vaslav Nijinski et Tamara Karsavina.
Fokine y crée des mouvements entièrement nouveaux, inspirés des danses traditionnelles siamoises et indiennes. Malgré la beauté des décors et costumes et l'interprétation admirable de Nijinski, ce ballet est tombé dans l'oubli. Pourtant Le Journal du 14 mai 1912 s'extasiait : « Enfin ce Dieu Bleu, qu'on annonçait depuis si longtemps, est descendu sur la terre ! Ceux qui sont arrivés à temps pour le voir naître étaient conduits par une bonne étoile, car ils ont pu goûter à la fois la musique de Reynaldo Hahn, le livret de Jean Cocteau et Frédéric de Madrazo, et les fastueuses harmonies de décors et de costumes que ce livret inspira à M. Baskt. Un tel ensemble compose un spectacle rare et magnifique. »
La partition de Hahn est jugée admirable par la presse, pourtant souvent peu tendre à son égard. Selon Le Ménestrel (18 mai 1912), la musique est « à la fois élégante et fine, […] d'un heureux jet mélodique, avec un orchestre chatoyant et discret ». « C'est une vraie musique de ballet écrite par un vrai musicien, à la plume alerte et tout ensemble étoffée. L'entendre est un véritable plaisir pour une oreille trop souvent accoutumée aux teintes criardes et aux orgies sonores de certains. » Le Figaro (14 mai 1912) estime que « la partition de M. Reynaldo Hahn commente avec un rare bonheur d'expression cette jolie fable. Comme cette dernière, elle est entièrement conçue en vue de la réalisation particulière que lui donnent les « Ballets russes ». Mais elle a d'autres mérites, plus éminents, que sa parfaite conformité à la chorégraphie de M. Fokine. M. Reynaldo Hahn, que sa connaissance de Mozart a rendu particulièrement compétent en la matière, tend de plus en plus à l'extrême pureté de l’écriture ; il vise également à la plus grande simplicité de l'expression. Ce sont ces deux qualités qui distinguent précisément le Dieu bleu. Certes, elle est pittoresque, mais de la même manière que le décor : l'Inde que le musicien a évoquée n'est point celle qu'on imagine le plus volontiers : haute en couleur et frénétique ; mais celle que dépeignent certains voyageurs ; et où l'implacable soleil donne de la douceur aux tons les plus éclatants et de l'indolence, aux plus violents appétits. » Pour le journaliste de Comoedia (14 mai 1912), « la belle musique de M. Reynaldo Hahn, musique de rêve, de légende et d'amour qui porte en soi tant de mystère, de maléfices, de tendresse pure, de peur tremblante, d'allègre joie a été dirigée supérieurement par M. Inghelbrecht. » Le Gaulois (14 mai 1912), enfin, note que « la musique de M. Reynaldo Hahn traduit avec un art très raffiné ces diverses images [de l'Inde]. […] [Sa partition] est conçue comme un grand poème chorégraphique. Le musicien a accumulé les harmonies les plus évocatrices pour chanter la nuit limpide qui descend sur le décor. […] Cette partition a été très applaudie; elle fait honneur à l'auteur exquis de la Fête chez Thérèse. »

## Rôles
- Le jeune prince : Max Frohman
- La fiancée : Tamara Karsavina
- La déesse : Lydia Nelidova
- La bayadère enivrée : Bronislava Nijinska
- Le Dieu bleu[2] : Vaslav Nijinski.

## Projets de costumes de Bakst
- Le Dieu bleu, jadis collection Jacques Doucet. Le costume est, de nos jours, conservé à la National Gallery of Australia[3].
- Jeune prince.
- Prêtre Soma.
- Jeune Raja , Londres, Theatre museum.
- La Fiancée, New York Collection Blumenthal.
- Pèlerin, Madrid, Collection Thyssen-Bornemisza.
- Sacrificateur.
- Monstre.
- Bayadère, Londres, Collection Nikita and Nina Lobanov-Rostovsky.
- Danseur de temple, Paris, musée national d'Art moderne.